# Mental styrke
Formålet med mentaltræning er at forbedre den mentale styrke (bl.a. resiliens og selvtillid), som kan forbedre succes indenfor sport, uddannelse og på arbejdet. Mentaltrænings begrebet dukkede op i forbindelse med sportstræning, med formålet at få en person til at blive en bedre atlet og blive bedre i stand til at håndtere vanskelig træning og konkurrencesituationer - og gøre dette uden at miste selvtilliden. I de senere årtier er termen blevet anvendt af trænere, sportspsykologer, sportskommentatorer og virksomhedsledere.
Der er adskillige faktorer hvorfor en positiv mentalitet er en stor fordel til succes. En eliteatlet skal kunne håndtere psykisk pres, have tiltro til selv og undgå livstilsdistraktioner. De skal have en trang til at vinde og vide at de har muligheden til at gøre som de ønsker. Dette er forskellen mellem gode atleter og eliteatleter (Jones et al.,2002). Herudover minsker mentaltræning stress.
Mentaltræning er IKKE bare at lytte til et bånd, se en video eller prøve med mentale værktøjer og redskaber og så præsterer udøveren sit bedste. Mentaltræning tager tid og er ikke et hurtigt quick-fix, som pludselig gør at personen er mentalt stærk. Mentaltræning kan foretages af personen selv, derhjemme i rolige omgivelser, sammen med andre.

## Indenfor sport
I sportens verden bliver der investeret milliarder i næsten ethvert område, der kan hjælpe udøverne med at optimere deres præstation. Der er og bliver bygget topmoderne træningsfaciliteter, hvor der ikke kun er fokus på den fysiske træning, men også den mentale.
Mentaltræning er for mange klubber, hold og udøvere den sidste og vigtigste, og mange gange manglende, del til den perfekte præstation.
Mentaltræning kan foretages af atleten selv, derhjemme i rolige omgivelser, i sportsklubben, sammen med holdkammerater eller uden på banen.
Mange af de bedste udøvere i udlandet og i Danmark vælger i stigende grad, at tilknytte en privat mentaltræner, for at få det optimale udbytte af mentaltræningen.

Eliteudøvere anvender typisk en sportspsykolog eller mentaltræner når de skal præstere til store stævner, oplever mentale problemer der forhindrer dem i at præstere eller som en del af deres præstations-setup. Herhjemme i Danmark anvendes det af flere og flere klubber, hvor bl.a. DBU har indført nye licenskrav til Superligaklubberne, der kræver, at klubben har fokus på det mentale.
Et af eksemplerne på de mentale problemer som eliteudøvere oplever, talte Hobro's Martin Mikkelsen om, da han oplevede sygdomsangst og depression og måtte derfor sygemelde sig fra sit professionelle virke som fodboldspiller.
Det sportspsykologiske og mentale arbejde er ikke kun for fodboldklubber og sportshold. Senest er mentaltræning blevet en større og større del af professionaliseringen af den danske og globale e-sports scene. Bl.a. verdens bedste e-sports CS:GO hold Astralis gør brug af en sportspsykolog, ligesom andre danske tophold også har anvendt mentaltrænere til at kunne præstere deres bedste til de største turneringer.
Mentaltræning er ikke kun for sportsudøvere, eller for de bedste eliteudøvere, det er for ALLE. Mentaltræning er også anvendeligt til alle uanset niveauer og aldre. Mentaltræning i fodbold er det samme som mentaltræning i esport. Om du er sportsudøver, bokser, musiker, komiker eller erhvervsleder, så handler det for alle om, at præstere det bedst mulige resultat.
Mange udøvere oplever at det største mentale problem er, frygten for at fejle.
Professionelle og amatør udøvere oplever problemer med at præstere, efter en dårlig start, efter et par fejl eller når de ikke længere stoler eller tror på deres egne evner.
Det kaldes inden for det sportspsykologiske område en mental blokering.
Når en udøver oplever en svær mental blokering begynder mange at have fokus på ikke at fejle, og begynder derfor at spille mere forudsigeligt, låst og defensivt, og bliver i stedet en begrænset og ordinær udøver. Det sker fordi, de bukker under for presset. De mangler den mentale styrke.
Mental styrke bliver defineret som evnen til at se bort fra og acceptere eksempelvis de høje indre og ydre pres i vigtige kampe, mens udøveren stadig har fokus på det vigtigste i deres præstation. Deres vigtigste fokusområde er ofte den gameplan de har lagt i samarbejde med deres mental træner. Det er netop denne gameplan de bedste udøvere bruger for, at de kan fastholde deres fokus og have den vigtige vindermentalitet.

At arbejde med mentaltræning vil sige at arbejde med de mentale elementer hos en udøver. Her kan der bl.a. arbejdes med adfærd og adfærdsreguleringer, kontrol af mentale følelser og tidligere negative erfaringer.  Det kan bl.a. være:
- Præstation og spændingsregulering
- Selvtillid (fysiologiske og psykologiske påvirkninger på præstationen)
- Motivation (Vejen til succes, målsætning, de gode vaner, fra ide til handling)
- Visualisering (Hvis du kan drømme det, kan du gøre det)
- Koncentration (Tænk klogt og rigtigt)
- Op og nedture i idrætten og i livet. (Burnout/Udbrændthed, periodisering)

Der er ikke nogle formelle krav til hvad en mentaltræner skal kunne eller om mentaltræneren skal have en uddannelse.
Det er derfor ikke en beskyttet titel og alle kan i teorien derfor kalde sig for mentaltræner. Der findes dog et stigende antal sportspsykologiske konsulenter som arbejder som mentaltrænere, efter de har færdiggjort deres kandidats universitets uddannelse.
Hvis du ønsker at finde dig en god og professionel mentaltræner, så er der ikke ét samlested for alle trænerne, men du kan hurtigt google dig frem til hvilke danske mentaltrænere der er i din sportsgren.